# The Heat Is On
The Heat Is On é um single de 1984 de Glenn Frey. Composta por Harold Faltermeyer e Keith Forsey, a canção ganhou notoriedade na trilha do filme "Um tira da pesada", do mesmo ano.

## Faixas

### 7" single
| N.º            | Título           | Compositor(es)                   | Duração |  |
| 1.             | "The Heat Is On" | Keith Forsey, Harold Faltermeyer | 3:45    |  |
| 2.             | "Shoot Out"      | Harold Faltermeyer               | 2:44    |  |
| Duração total: | Duração total:   | Duração total:                   | 06:29   |  |

### 12" single
| N.º            | Título                              | Remixer        | Duração |  |
| 1.             | "The Heat Is On (extended version)" |                | 6:04    |  |
| 2.             | "The Heat Is On (dance version)"    | Brian Reeves   | 5:40    |  |
| 3.             | "The Heat Is On (dub version)"      | Brian Reeves   | 2:39    |  |
| Duração total: | Duração total:                      | Duração total: | 14:23   |  |

## Desempenho nas Paradas Musicais
| Parada Musical (1985-1986)           | Desempenho |
| ------------------------------------ | ---------- |
| Billboard Hot 100                    | 2          |
| Billboard Hot Mainstream Rock Tracks | 4          |
| Canadian Singles Chart               | 8          |
| UK Singles Chart                     | 12         |
| German Singles Chart                 | 4          |
| Austrian Singles Chart               | 27         |
| Swiss Singles Chart                  | 5          |
| Dutch Top 40                         | 19         |
| French Singles Chart                 | 47         |
| Norwegian Singles Chart              | 2          |
| Swedish Singles Chart                | 22         |
| New Zealand Singles Chart            | 13         |
| Australian Singles Chart             | 2          |